# Tetraodon implutus
Tetraodon implutus är en fiskart som beskrevs av Leonard Jenyns 1842. Tetraodon implutus ingår i släktet Tetraodon och familjen blåsfiskar. Inga underarter finns listade i Catalogue of Life.